# Dennis Law
Dennis Law Sau Yiu (chinois traditionnel : 羅守耀 ; chinois simplifié : 罗守耀) est un producteur, scénariste, et réalisateur né en 1963 à Hong Kong.
Il a dirigé et contribué financièrement auprès de la société de production Milkyway Image, et est l'un des fondateurs de la filiale Point of View Movie Production Co. Ltd.
Les films réalisés par Law incluent des comédies pour adolescents comme The Unusual Youth et Love @ First Note, pour les films d'arts martiaux, il y a, entre autres,
Fatal Contact et Fatal Move.

## Biographie
En 2003, Law se lie d'amitié avec le cinéaste prolifique Johnnie To, il devient son partenaire financier auprès de la société Milkyway Image et en devient un des dirigeants. Il a souvent eu l'occasion de voyager, notamment pour se rendre à des festivals connus ayant de l'importance dans le marché cinématographique, ce qui lui a permis de comprendre comment était vu le cinéma hongkongais dans différentes régions du monde. Outre le cinéma, il est aussi directeur d'une agence immobilière à Hong Kong nommée Yu Tai Hing Company Ltd.
Point of View Movie Production Co. Ltd.
Après sa participation à la production du film Election, et de sa suite Election 2 sorti en 2006, Law a créé sa propre société de production, Point of View Movie Production Co. Ltd. (nom chinois : 影視點制作有限公司). C'est une filiale de Milkyway Image. Depuis sa création, cette société a fréquemment collaboré avec la compagnie de Charles Heung, China Star Entertainment Group, Law est intervenu en tant que producteur et réalisateur pour la production de leurs films.

## Filmographie
- 2005 : Election (Producteur et diffuseur)
- 2005 : The Unusual Youth (Scénariste, producteur, réalisateur et diffuseur)
- 2006 : Election 2 (Producteur et producteur délégué)
- 2006 : Love @ First Note (Scénariste, producteur, réalisateur et diffuseur)
- 2006 : Fatal Contact (Scénariste, producteur, réalisateur et producteur délégué)
- 2006 : The Shopaholics (Promoteur)
- 2007 : Gong Tau (Producteur et producteur délégué)
- 2007 : Triangle (Producteur délégué)
- 2008 : Fatal Move (Scénariste, producteur, réalisateur et producteur délégué)
- 2009 : A Very Short Life (Scénariste, producteur, réalisateur et producteur délégué)
- 2010 : Bad Blood (Scénariste, producteur, réalisateur)
- 2010 : Womb Ghosts (Réalisateur)
- 2010 : Vampire Warriors (Réalisateur)
- 2013 : The Constable (Réalisateur)